# Laura Natalia Esquivel
Laura Natalia Esquivel (Buenos Aires, 18 de mayo de 1994) conocida como Laura Esquivel es una actriz, cantante, compositora y conductora argentina. 
Comenzó su carrera en televisión a los nueve años, participando en diversos programas musicales infantiles. Debutó como actriz en 2007 al protagonizar la telenovela musical Patito feo, interpretando a Patito Castro. Durante sus dos temporadas, grabó cuatro álbumes pertenecientes a la banda sonora y se embarcó en sus respectivas giras musicales. Gracias a la franquicia alcanzó fama internacional y se consolidó como ídolo adolescente.
En 2010 protagonizó su primera película en Italia, Un paradiso per due, estrenada en televisión, siguiéndole su debut en cine con Il Mondo di Patty: La Festa al Cinema y Natale in Sudáfrica, también filmadas en Italia. En 2011, protagonizó en España la película Maktub, donde además interpretó la banda sonora la cual fue nominada a los Premios Goya 2012. A su regreso a Argentina en 2013, interpretó a Merlina Addams en el musical Los Locos Addams, en el Teatro Ópera de Buenos Aires, obteniendo el Premio Hugo a actriz revelación. Ese mismo año, Esquivel participó en tres temporadas del programa de telerrealidad Tu cara me suena, consagrándose como ganadora de la primera. En 2017, volvió a la ficción protagonizando la telenovela musical Divina, está en tu corazón.

## Carrera
Su primera participación en televisión fue en el programa Guinzburg And Kids de 2003, donde se desempeñó como bailarina.
Ese mismo año participó en la obra de teatro Peter Pan, todos podemos volar, de la compañía de teatro Cie, donde interpretó el doble papel de Niña perdida y de Wendy. 
En 2005 después de obtener el Premio Revelación en el Festival de Canto Infantil de Villa María, Córdoba, Argentina, viajó a México para representar a su país en el concurso de talentos para niños Código F.A.M.A. Internacional. Posteriormente, participó en un homenaje a Roberto Gómez Bolaños y se presentó como cantante invitada en el programa Sábado Gigante en Miami.
En 2006 comenzaron sus primeras apariciones relevantes en la televisión argentina al cantar en el programa de entretenimientos de Showmatch, conducido por Marcelo Tinelli, en la sección dedicada a talentos infantiles Kids Match, siendo recibida positivamente por el público.
En 2007, Ideas del Sur y Grupo Televisa la convocaron para protagonizar la telenovela: Patito feo, serie infantil gracias a la cual obtuvo la nominación como actriz revelación en los Premios Clarín y en los Premios Martín Fierro. La serie fue transmitida principalmente por Disney Channel en más de 50 países de América Latina, Europa y Asia, logrando romper récords de audiencia. Esquivel formó parte de las cuatro bandas sonoras de la serie, de las presentaciones en vivo y sus respectivas giras internacionales. Patito Feo fue nominada a los Premios Emmy y recibió galardones como "Mejor Ficción Infantil" en los Premios Martín Fierro de 2007. Su papel en el programa la convirtió en un ídolo adolescente internacional.
En 2010, el grupo Fox Latinoamérica la convocó para conducir el magacín adolescente Mundo Teen de la señal Utilísima Satelital. Ese mismo año participó de tres películas italianas, Un paradiso per due, estrenada por el canal de televisión italiano Canale 5, la película-concierto Il Mondo di Patty: La Festa al Cinema y la película Natale in Sudafrica, las dos últimas estrenadas en los cines de Italia. En 2011 apareció en la película española Maktub, donde además participó de la banda de sonido original del largometraje la cual fue nominada a los Premios Goya 2012. Este largometraje se estrenó en Argentina con el nombre de Cambio de planes. En 2012 volvió a aparecer en la televisión italiana al conducir los programas de televisión Giro Giro Tour y La Posta di Laura por el canal Super!.
En 2013 volvió a Argentina donde realizó teatro interpretando el personaje de Merlina Addams en el musical Los Locos Addams, en el Teatro Ópera, bajo producción de T4F (Time for Fun). Por este papel obtuvo el Premio Hugo a la actriz revelación. Ese mismo año Esquivel participó en el concurso de talentos de Telefe Tu cara me suena, donde artistas famosos imitan a cantantes famosos, conducido por Alejandro Wiebe, donde resultó ganadora tras tres meses de competencia.
En 2014, participó de la segunda temporada de Tu cara me suena, haciendo dúo con su amigo y compañero Jey Mammón, donde obtuvieron el cuarto puesto tras ocho meses de competencia. Ese mismo año, realizó una campaña de concientización contra la violencia de género en la ciudad de Buenos Aires.
En 2015, participó de la tercera temporada de Tu cara me suena, donde obtuvo el quinto puesto tras cinco meses de competencia. Ese mismo año, reemplazó a Lucía Galán como jurado en el concurso de talentos de Telefe Laten corazones, programa conducido por Mariano Iúdica. En el jurado estuvo acompañada por Joaquín Galán y Alejandro Lerner.
En 2017 protagonizó la telenovela argentina-mexicana Divina, está en tu corazón, producida por Pol-ka Producciones y Televisa, transmitida en Argentina por Canal 13. Ese mismo año apareció como jurado en el concurso de talentos de KZO, Cualquiera puede bailar conducido por Laura Fidalgo y participó en el concurso de talentos Bailando por un sueño transmitido por Canal 13 y conducido por Marcelo Tinelli, donde participó como acompañante de Jey Mammón en el baile de tres en el género Cuarteto.
En 2018 apareció en el concurso de competiciones Combate transmitido por Canal 9, como jueza de la sección Combate canta.
En 2019 participó del concurso de talentos Súper Bailando por Canal 13, conducido por Marcelo Tinelli donde participó como acompañante de Leticia Brédice en el baile de tres en el género Salsa.

### Transición a papeles de actriz adulta y carrera como cantante solista (2021-presente)
En 2021, tuvo un papel en la miniserie de televisión de Amazon Prime, Maradona, sueño bendito. La serie se estrenó internacionalmente el 21 de octubre de 2021 en Amazon Prime. En 2022, actuó en la producción argentina en español de Kinky Boots. El papel marcó una transición en su carrera, pasando de ser una estrella infantil a interpretar un papel más maduro. Anteriormente, en 2019, había hecho una audición para un papel en el musical durante su primera temporada de representaciones, pero no tuvo éxito.  Más tarde, un año después, en 2020, los productores del espectáculo la llamaron y le ofrecieron el papel de «Lauren» después de que la actriz anterior lo dejara. 
En enero de 2018, lanzó su primer sencillo, Siento que lo haré. Su EP, Un rato, se lanzó en plataformas de streaming el 10 de mayo de 2024. El EP incluye canciones originales compuestas por Esquivel y fue autoeditado sin la ayuda de un sello discográfico.
Su álbum debut homónimo se lanzó en todo el mundo para su reproducción en streaming el 23 de agosto de 2024. El álbum incluye 10 canciones escritas por Esquivel y fue aclamado por la crítica por su material honesto e introspectivo por la revista Billboard Argentina. El álbum, al igual que su anterior material en solitario, se lanzó sin discográfica. Esquivel interpretó el álbum en su totalidad, con excelentes críticas, el 19 de septiembre de 2024 en la popular discoteca de Buenos Aires, La Trastienda.  

## Televisión

### Ficciones
| Año       | Programa                   | Personaje                              | Canal                     |
| --------- | -------------------------- | -------------------------------------- | ------------------------- |
| 2007-2008 | Patito feo                 | Patricia "Patito" Díaz Rivarola Castro | Canal 13 / Disney Channel |
| 2017      | Divina, está en tu corazón | Divina Correa                          | Canal 13 / Televisa       |
| 2021      | Maradona, sueño bendito    | Claudia Villafañe (joven)              | Amazon Prime Video        |

### Programas
| Año  | Programa                      | Personaje                                                    | Canal                |
| ---- | ----------------------------- | ------------------------------------------------------------ | -------------------- |
| 2003 | Guinzburg & Kids              | Ella misma; concursante                                      | Telefe               |
| 2004 | Minipulsaciones               | Ella misma; concursante                                      | Canal 13             |
| 2004 | Código F.A.M.A.               | Ella misma; concursante                                      | Televisa             |
| 2005 | Código F.A.M.A. Internacional | Ella misma; semifinalista                                    | Televisa             |
| 2006 | KidsMatch                     | Ella misma; concursante                                      | Canal 13             |
| 2010 | Mundo Teen                    | Conductora                                                   | Utilísima Televisión |
| 2012 | Giro Giro Tour (Italia)       | Conductora                                                   | Super!               |
| 2012 | La Posta di Laura (Italia)    | Conductora                                                   | Super!               |
| 2013 | Tu cara me suena              | Ella misma; ganadora                                         | Telefe               |
| 2014 | Tu cara me suena 2            | Ella misma; 4.º puesto                                       | Telefe               |
| 2015 | Tu cara me suena 3            | Ella misma; 5.º puesto                                       | Telefe               |
| 2015 | Laten corazones               | Ella misma; juez temporal                                    | Telefe               |
| 2017 | Cualquiera puede bailar       | Ella misma; juez                                             | KZO y Net TV         |
| 2017 | Bailando 2017                 | Ella misma, acompañante en cuarteto en trío con Jey Mammón   | Canal 13             |
| 2018 | Combate                       | Ella misma; juez de Combate canta                            | Canal 9              |
| 2019 | Súper Bailando 2019           | Ella misma, acompañante en salsa en trío con Leticia Brédice | Canal 13             |

## Cine
| Año  | Película                              | Personaje                        | Dirección      | País   |
| ---- | ------------------------------------- | -------------------------------- | -------------- | ------ |
| 2010 | Un paradiso per due                   | Margherita                       | Pier Belloni   | Italia |
| 2010 | Il Mondo di Patty: La Festa al Cinema | Patty (Patricia "Patito" Castro) | Toto Vivinetto | Italia |
| 2010 | Natale in Sudáfrica                   | Laura                            | Neri Parenti   | Italia |
| 2011 | Maktub                                | Linda                            | Paco Arango    | España |

## Teatro
- 2003: Peter Pan, todos podemos volar
- 2007-2008: Patito feo: La historia más linda en el Teatro
- 2009: Patito feo: El Show más lindo
- 2009-2011: Patito feo: El musical con Laura Esquivel
- 2013: Los Locos Addams
- 2013-2014: Primeras Damas del musical argentino
- 2015: Damas y Señores del musical argentino
- 2019-2020: Gente feliz
- 2022: Regreso en Patagonia
- 2022-2023: Kinky Boots

## Discografía

### Álbumes de estudio
- 2024: Laura Esquivel

### Bandas sonoras
- 2007: Patito feo: La historia más linda
- 2007: Patito feo en el Teatro
- 2008: La vida es una fiesta
- 2017: Love Divina

### Álbumes en directo
- 2004: Peter Pan, todos podemos volar
- 2010: Patito feo: El musical más bonito

### Sencillos
- «Nuestra playa eres tú» (feat El Crema & Bejotaeme) (2011)
- «Locura» (2011)
- «Lenguaje perfecto» (2011)
- «Aquel amor» (2011)
- «Estaré contigo» (2011)
- «Giro Giro» (Italian Version) (2011)
- «Giro Giro» (Spanish Version) (2011)
- «Siento que lo haré» (2017)
- «Refugio» (2023)
- «Píntame» (2023)
- «Un día a la vez» (2024)
- «Ya no me duele» (2024)
- «Un rato» (2024)

### Vídeos musicales
- «Nuestra playa eres tú» (feat El Crema & Bejotaeme) (2011)
- «Refugio» (2023)
- «Píntame» (2023)
- «Un día a la vez» (2024)
- «Ya no me duele» (2024)
- «Un rato» (2024)
- «Vivo la vida» (2024)
- «Quédate» (feat Nahuel Pennisi) (2024)
- «Cómo te explico» (feat Daniela Herrero) (2024)
- «Vuelvo a nacer» (2024)
- «Girasol» (2024)

## Giras musicales
- 2007-2008: Patito feo: La historia más linda en el Teatro
- 2009: Patito feo: El Show más lindo
- 2009-2011: Patito feo: El musical con Laura Esquivel
- 2012: Giro Giro Tour

## Premios y nominaciones
| Año  | Premiación                     | Categoría                                    | Trabajo nominado | Resultado | Ref.   |
| ---- | ------------------------------ | -------------------------------------------- | ---------------- | --------- | ------ |
| 2008 | Premios Martín Fierro          | Revelación                                   | Patito feo       | Nominada  | [ 14 ] |
| 2008 | Premios Clarín                 | Revelación                                   | Patito feo       | Nominada  | [ 13 ] |
| 2013 | Premios Hugo al Teatro Musical | Revelación Femenina                          | Los locos Addams | Ganadora  | [ 10 ] |
| 2014 | Premios ACE                    | Actuación femenina en musical y/o music hall | Los locos Addams | Nominada  | [ 28 ] |